# Vince Eager
Vince Eager, de son vrai nom Roy Taylor (né le 4 juin 1940 à Grantham) est un chanteur anglais.

## Biographie
À l'adolescence, il forme the Harmonica Vagabonds, plus tard Vagabonds Skiffle Group, avec Roy Clark, Mick Fretwell et le bassiste Brian Locking. Le groupe atteignit la phase finale du "Championnat du monde de Skiffle" télévisé en 1958 et se voit proposer une résidence au 2 I's Coffee Bar de Londres. Ils sont signés[Quoi ?] par l'impresario Larry Parnes, qui emmène Taylor dans son écurie d’interprètes et lui attribue son nom de scène, Vince Eager. Après une tournée et sorti un EP intitulé Vince Eager & the Vagabonds, Clark et Fretwell partent. Vince Eager et Brian Locking restent à Londres. Ils se produisent avec Marty Wilde avant de rejoindre les Shadows.
En 1959, Vince Eager est un habitué de l'émission TV Drumbeat, souvent accompagné du John Barry Seven. Il participe à la sélection du Royaume-Uni au Concours Eurovision de la chanson 1960. Sa chanson Teenage Tears est classée dernière de la deuxième demi-finale.
Eddie Cochran, un ami d'Eager, meurt soudainement le 17 avril 1960. Il est dégoûté de la manière dont Parnes cherche à obtenir de la publicité de l'accident et commence à s'éloigner de lui.
Dans les années qui suivent l'ère Parnes, il fait une tournée des cabarets et se produit au théâtre et au pantomime. Pendant cinq ans, il joue dans la comédie musicale Elvis, sur la vie d'Elvis Presley. En 1986, il déménage à Fort Lauderdale, en Floride, où il travaille comme directeur de croisière sur des navires de croisière de luxe américains.
De retour en Grande-Bretagne, il reprend sa carrière. En collaboration avec le producteur et musicien Alan Wilson, il fait de nouveaux enregistrements, dont certains mettant en vedette d'anciens amis de Eager, notamment Marty Wilde, Albert Lee et Chas Hodges. La sortie de l'album qui en résulte, intitulée 788 years of Rock n Roll, se vend assez bien pour que le label de Wilson, Western Star, invite Eager à revenir pour une autre session en 2013 qui donne Rockabilly Dinosaur en 2014.

## Discographie
Singles
- Five Days b/w No More, Parlophone, 1958
- Railroad Song b/w When Is Your Birthday Baby, Parlophone, 1958
- No Other Arms No Other Lips b/w This Should Go on Forever, Parlophone, 1958
- I Wanna Love My Life Away b/w I Know What I Want, Top Rank, 1961
- Why b/w El Paso, Top Rank, 1959
- The World's Loneliest Man b/w Created in a Dream, Top Rank, 1960
- Makin' Love b/w Primrose Lane, Top Rank, 1960
- Lonely Blue Boy b/w No Love Have I, Top Rank, 1961
- Anytime Is The Right Time b/w Heavenly, Pye, 1963
- I Shall Not Be Moved b/w It's Only Make Believe, Pye, 1963

Albums
- Vince Eager Pays Tribute To Elvis, Avenue, 1971
- 20 Years On, Nevis, 1977
- 788 Years of Rock and Roll, Western Star Records, 2011
- Rockabilly Dinosaur, Western Star Records, 2014
- 75 Not Out, Western Star Records, 2015